# Jerry Moffatt

Jerry Moffatt beim Klettern der Route L'Horla (E1 5b), Curbar Edge.

Jerry Moffatt, eigentlich Jeremy Charles Moffatt (* 18. März 1963) ist ein englischer Kletterer. Er galt in den 1980er-Jahren und Anfang der 1990er-Jahre als einer der weltbesten Kletterer.
Er begann Ende der 1970er-Jahre während seiner Schulzeit am St. David’s College in Llandudno mit dem Klettern. Das College verließ er 1980 und zog nach Tremadog. Hier konnte er sich unter anderem durch die zweite Begehung von Ron Fawcetts Route Strawberries (Schwierigkeitsgrad: E6 6b engl.) in Wales einen Namen machen. In kürzester Zeit gelangen ihm die Wiederholung der weltschwersten Routen u. a. Genesis (5.13a) im Eldorado Canyon (Nevada) und Equinox (5.13a) im Joshua-Tree-Nationalpark in den USA, Super Imn in Japan sowie Bidule in Frankreich. Mit Papy on Sight (8a franz.) gelang ihm im Verdontal die Begehung einer der damals schwersten Routen. 1983 gelangen ihm neben der schnellen Wiederholung der drei schwersten Wege Deutschlands auch die Erstbegehung von Ekel (IX+ (UIAA)) und The Face (X- (UIAA)). Beide waren jeweils die schwersten Routen zur damaligen Zeit in Deutschland.
Ende 1984 begannen ihn Schmerzen in den Ellbogen immer mehr zu behindern. Trotzdem kletterte er zusammen mit Ron Kauk für die ABC in freier Kletterei auf dem Lost Arrow Spire im Yosemite-Nationalpark. Behandlungen in den USA und eine Operation in Deutschland führten erst 1986 wieder zu einer Verbesserung. Er begann im November wieder mit dem Training, als sein Bruder im April 1987 starb. Dieses Ereignis warf ihn moralisch wieder zurück. Danach schloss er wieder zur Weltspitze des Kletterns auf. So absolvierte er im Jahr 1988 die drei härtesten Kletterrouten Frankreichs und der USA. Im Jahr 1987 startete er beim aufkommenden Wettkampfklettern. Er gewann einige Weltcups, bevor er sich 1990 aus dem Wettkampfklettern zurückzog.
Ab dem Jahr 2002 zog er sich aus dem extremen Sportklettern zurück und konzentrierte sich mehr auf Surfen und Golfen.
Er produzierte mehrere Kletterfilme wie Hard Grit, The Real Thing, One Summer und Stone Love. Im Januar 2009 erschien seine Autobiographie Revelations (unter Mitarbeit von Niall Grimes), die 2011 unter dem Titel Rockgod in deutscher Übersetzung erschien.

## Wichtige Erstbegehungen und Wiederholungen (Auswahl)
1981
- Erste Begehung: „Helmut Schmitt“ (E6 6b  (britische Skala)), Stoney Middleton, Großbritannien
- Erste Begehung: „Little Plum“, 1. SL (E6 6c), Stoney Middleton, Großbritannien
- Erste Begehung: „Psyche 'n Burn“ (E6 6b), Tremadog, Wales.

1982
- Erste Begehung: „Little Plum“, 2.SL (E6 6c), Stoney Middleton, Großbritannien
- Erste Begehung: „Rooster Booster“, 2.SL (E6 6c), Raven Tor, Großbritannien

- Wiederholungen:
  - 2. Begehung von drei Ron-Fawcett-Routen  „The Prow“ (E7 6c, 1982), „Indecent Exposure“ (E6 6b) am Raven Tor und „Tequila Mockingbird“ (E6 6b), Cheedale. Peak District, Großbritannien
  - Flashbegehung von „Supercrack“ (5.12c (amerikan. Skala), Erste Begehung: Steve Wunsch, 1974), Shawangunks; „Psycho Roof“ (5.12d, Erste Begehung: Jim Collins, 1975); „Genesis“ (5.12d, Erste Begehung: Jim Collins, 1979), beides Eldorado Canyon; „Equinox“ (5.12d, Erste Begehung: Tony Yaniro, 1980), Joshua-Tree-Nationalpark, alles USA.

1983
- Erste Begehung: „Ulysses“ (E6 6b), Stanage, Großbritannien
- Erste Begehung: „Master’s Wall“ (E7 6b), Clogwyn Du’r Arddu, Wales.
- Erste Begehung: „Masterclass“ (8a, franz. Skala), Pen Trwyn, Wales.
- Onsight - Wiederholungen: „Sautanz“ (IX, (UIAA), Erste Begehung: Kurt Albert, 1982), „Heisse Finger“ (IX (UIAA), Erste Begehung: Wolfgang Güllich, 1982) and „Chasin’ the Trane“ (IX, (UIAA), Erste Begehung: John Bachar, 1981), Nördlicher Frankenjura, Deutschland.
- Erste Begehung: „Ekel“ (IX+, (UIAA)), Nördlicher Frankenjura, Deutschland.
- Erste Begehung: „The Face“ (X-, (UIAA)), Altmühltal, Deutschland.

1984
- Erstbegehungen:
  - „Papy on Sight“ (8a (franz.)), Verdon Gorge, Frankreich.
  - „Verbal Abuse“ (E7 6c), Raven Tor, Großbritannien
  - „Revelations“ (8a+ (franz.)), Raven Tor, Großbritannien
  - „Messiah“ (E6 6c), Burbage South, Großbritannien
  - „Isao Ikeda“ (7a (Fb -Fontainebleau-Skala)) Ogawayama, Japan.
- Wiederholungen:
  - „Midnight Lightning“ (V9, Erste Begehung: Ron Kauk, 1978), Yosemite, USA.
  - „Statement of Youth“ (8a (franz.), Erste Begehung: Ben Moon, 1984), Pen Trwyn, Wales.
  - Flashbegehung von „Chimpanzodrome“ (7c+ (franz.), Erste Begehung: Jean Pierre Bouvier, 1981)
  - „Bidule“ (8a+ (franz.), Erste Begehung: Marc le Menestrel, 1984), Saussois, Frankreich.
  - Onsight: „Pol Pot“ (7c+ (franz.)) Verdon Gorge, Frankreich.
  - Onsight: „The Phoenix“ (5.13a, Erste Begehung: Ray Jardine, 1977), Yosemite, USA.
  - Flashbegehung: „Super Imjin“ (5.12b/c, E6 6b), Ogawayama, Japan

1987
- Wiederholungen:
  - „Ghettoblaster“ (X+ (UIAA), Erste Begehung: Wolfgang Güllich, 1986), Frankenjura, Deutschland.
  - 2. Begehung von „Le Rage de Vivre“ (8b+ (franz.), Erste Begehung: Antoine le Menestrel, 1986), Buoux, Frankreich.
  - 3. Begehung von „Le Minimum“ (8b+ (franz.), Erste Begehung: Marc le Menestrel, 1986), Buoux, Frankreich.

1988
- Wiederholungen:
  - „La Spectre des Surmutant“ (8b+ (franz.), Erste Begehung: Jean Baptiste Tribout, 1988), Buoux, Frankreich.
  - „Scarface“ (5.14a, Erste Begehung: Scott Franklin 1988), Smith Rock, USA.
  - „White Wedding“ (5.14a, Erste Begehung: Jean Baptiste Tribout 1988), Smith Rock, USA.
  - „To Bolt Or Not To Be“ (5.14a, Erste Begehung: Jean Baptiste Tribout 1986), Smith Rock, USA.
- Erstbegehungen:
  - „Stone Love“ (X+/XI- (UIAA)), Frankenjura, Deutschland.
  - „Superman“ (8a+ (franz.)), Cressbrook, Großbritannien

1990–2002
- 1990 Erste Begehung: „Liquid Ambar“ (8c/+ (franz.)), Pen Trwyn, Wales.
- 1991 Erste Begehung: „Stick It“ (8a+ Fb, V12) and The Force (Font 8a, V11), Yosemite, USA.
- 1992 Wiederholung: „Punks in the Gym“ (8b+ (franz.), Erste Begehung: Wolfgang Güllich, 1985), Grampians, Australia.
- 1992 Erste Begehung: „Zorlac the Destroyer“ (8b (franz.)), Grampians, Australia.
- 1992 Onsight-Begehung: „Serpentine“ (8a (franz.), Erste Begehung: Malcolm Mathesen 1988), Grampians, Australia.
- 1993 Erste Begehung: „The Dominator“ (8b Fb, V13), Yosemite, USA.
- 1994 Erste Begehung: „Big Kahuna“ (5.13c/d), Lions Head, Ontario, Kanada.
- 1995 Erste Begehung: „Evolution“ (8c (franz.)), Raven Tor, Großbritannien
- 1995 Erste Begehung: „Renegade Master“ (E8 7a), Froggatt Edge, Großbritannien
- 1995 Erste Begehung: „Progress“ (8c (franz.)), Kilnsey, Großbritannien
- 1996 Erste Begehung: „The Joker“ (8a Fb), Stanage, Großbritannien
- 1997 Erste Begehung: „Samson“ (E8 7b), Burbage South, Großbritannien
- 2002 Erste Begehung: „The Ace“ (8b Fb), Stanage, Großbritannien
- 2002 Wiederholung: „Nutsa“ (8a+ (Fb), Erste Begehung: Fred Nicole, 2000), Rocklands, Südafrika.[1]

## Wettkampfklettern
1987
- 8. Platz in Arco (beim 1. Rockmaster)
- 6. Platz in Troubat

1988
- 1. Platz in Seynes
- 4. Platz in Lyon
- 3. Platz in Arco

1989
- 1. Platz in Leeds, La Riba, Köln und Madonna di Campiglio
- 2. Platz in Lyon
- 3. Platz in Nürnberg und Bercy

1990
- 1. Platz in Bercy, London National, Maurienne Master,
- 2. Platz in Japan und Wien
- 3. Platz in La Rib
- 5. Platz beim Rockmaster in Arco[2]

## Nachweise
1. ↑  Jerry Moffat: Rockgod - Das Leben einer Kletterlegende, Panico Alpinverlag, 2011 S. 399ff
2. ↑  Jerry Moffat: Rockgod - Das Leben einer Kletterlegende, Panico Alpinverlag, 2011 S. 403ff

| Personendaten    | Personendaten                                              |
| ---------------- | ---------------------------------------------------------- |
| NAME             | Moffatt, Jerry                                             |
| ALTERNATIVNAMEN  | Moffatt, Jeremy Charles (vollständiger Name)               |
| KURZBESCHREIBUNG | englischer Sportkletterer, Filmproduzent und Sachbuchautor |
| GEBURTSDATUM     | 18. März 1963                                              |